# Ban Ki-moon
Dans ce nom coréen, le nom de famille, Ban, précède le nom personnel.
Ban Ki-moon (hangeul : 반기문 ; hanja : 潘基文, [ban gimun]), né le 13 juin 1944 à Eumseong, est un diplomate et homme politique sud-coréen.
Succédant à Kofi Annan, il est le huitième secrétaire général des Nations unies, effectuant deux mandats du 1er janvier 2007 au 31 décembre 2016. Précédemment, il est ministre des Affaires étrangères et du Commerce de son pays entre janvier 2004 et novembre 2006.
De langue maternelle coréenne, Ban Ki-moon parle couramment l'anglais et le français, (deux des six langues officielles de l'ONU) et, selon ses services, il a de bonnes notions d'allemand et de japonais.
Tout au long de son mandat 2007-2016, Ban a mis un accent particulier sur le réchauffement climatique et a réussi à faire signer l'Accord de Paris sur les émissions de gaz à effet de serre par 194 pays.
Cependant, l'ONU sous Ban a été sévèrement critiquée pour l'épidémie de choléra en Haïti, car à l'origine de l'épidémie, l'ONU a refusé de reconnaître le rôle qu'elle avait joué et n'a accepté la responsabilité qu'en 2016.
La guerre civile en Syrie et les efforts de maintien de la paix au Soudan sont d'autres questions importantes pour Ban en tant que secrétaire général.

## Biographie

### Jeunesse
Ban Ki-moon est né dans un village de la province de Chungcheongbuk en Corée du Sud alors sous domination japonaise, il est issu d'une famille paysanne qui s'installe dans la ville voisine de Chungju, où il grandit. Durant son enfance, son père possède un entrepôt, mais l'entreprise fait faillite et la famille perd son niveau de vie de classe moyenne. Lorsque Ban a six ans, sa famille fuit pour toute la durée de la guerre de Corée et se réfugie sur les flancs d'une montagne éloignée, avant de retourner à Chungju après la fin du conflit.
Au lycée de Chungju, Ban est un bon élève, en particulier dans ses études d'anglais. En 1952, il est choisi par sa classe pour adresser un message au secrétaire général de l'ONU d'alors Dag Hammarskjöld, mais on ignore si le message a été envoyé. En 1962, il remporte un concours de dissertation parrainé par la Croix-Rouge et gagne un voyage aux États-Unis, vivant pendant plusieurs mois dans une famille d'accueil à San Francisco. Au cours du voyage, Ban rencontre le président américain John F. Kennedy. Quand un journaliste lors de la réunion lui demande ce qu'il comptait faire lorsqu'il serait grand, il répond « je veux devenir diplomate ».
Il obtient une licence en relations internationales de l'université nationale de Séoul en 1970, puis une maîtrise en administration publique à la John F. Kennedy School of Government de l'université Harvard en 1975. À Harvard, il étudie sous la direction de Joseph Nye qui remarque que Ban a « un mélange rare d'analyse claire, d'humilité et de persévérance ».

### Premiers pas à l'ONU
En 1978, il est nommé Premier secrétaire de la mission sud-coréenne auprès de l'ONU, poste qu'il occupe jusqu'en 1980, où il devient directeur du bureau des Nations unies au ministère des Affaires étrangères de Corée du Sud. Il y reste jusqu'en 1983. En 1996, il devient conseiller à la sécurité nationale de Kim Young-sam. Il est directeur de cabinet de Han Seung-soo, président de l'Assemblée générale des Nations unies, en 2001-2002. À ce poste, il travaille à l'adoption de la résolution condamnant les attentats du 11 septembre 2001[réf. nécessaire].

### Chef de la diplomatie sud-coréenne
À la tête de la diplomatie sud-coréenne à partir de janvier 2004, il est l'un des ministres des Affaires étrangères qui demeure le plus longtemps à ce poste, ayant survécu à plusieurs crises intercoréennes[réf. nécessaire]. Il défend notamment la position de son pays, qui se démarque de l'infléchissement de la politique américaine envers la Corée du Nord depuis le retour des républicains aux affaires en 2001[réf. nécessaire].

### Secrétaire général des Nations unies

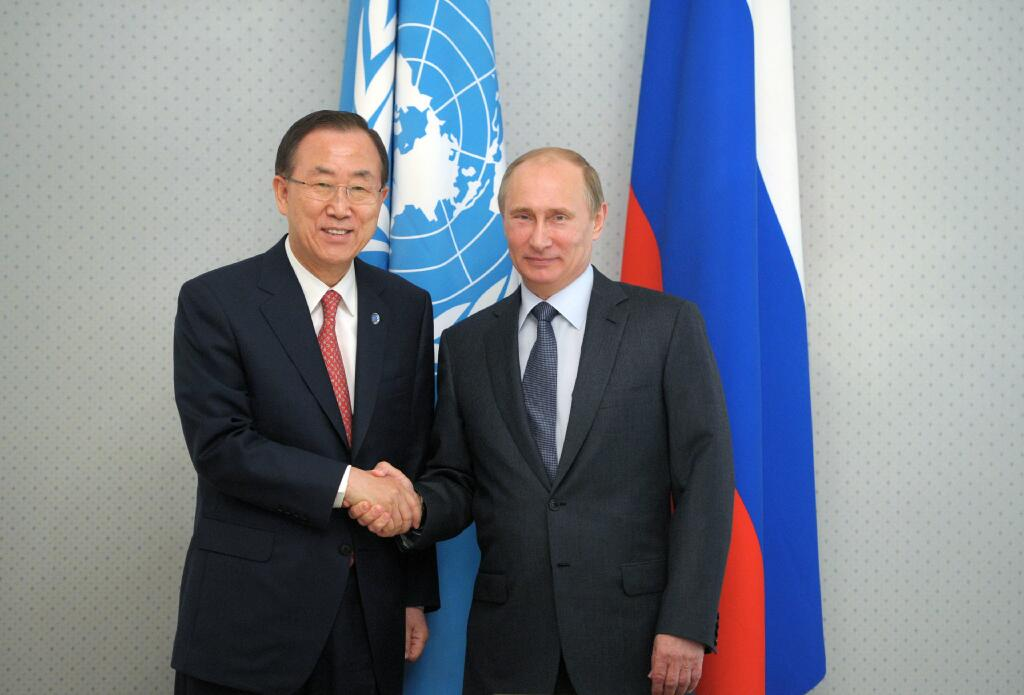
Ban Ki-Moon avec Vladimir Poutine (New York, 27 décembre 2013).

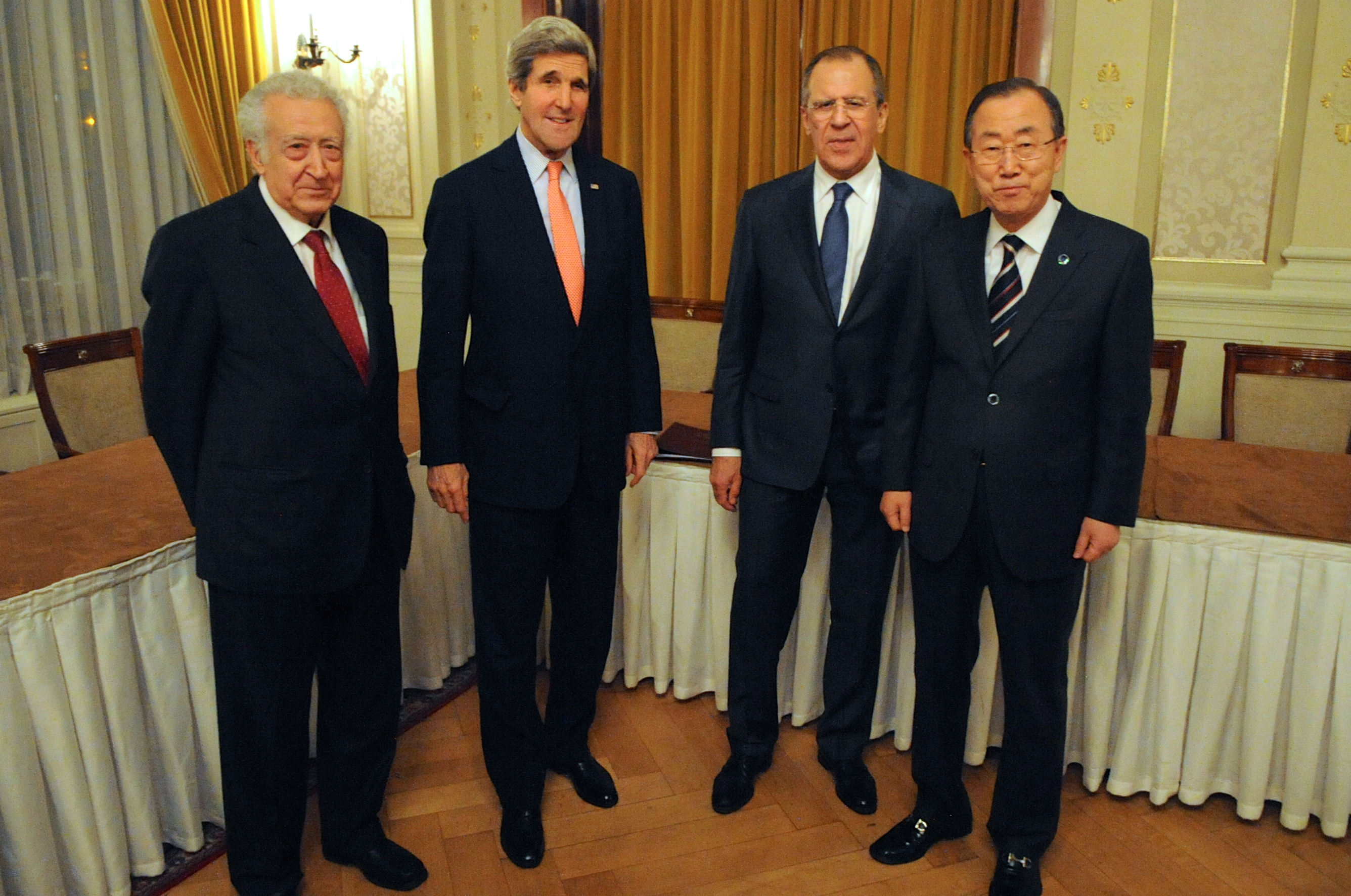
Ban Ki-moon avec Sergueï Lavrov, John Kerry et Lakhdar Brahimi (Montreux, 21 janvier 2014).

Le 9 octobre 2006, il est proposé par le Conseil de sécurité comme successeur de Kofi Annan au poste de secrétaire général des Nations unies à partir du 1er janvier 2007,. Le 13 octobre, l'Assemblée générale de l'ONU l'élit, par acclamation. Le 14 décembre 2006, il prête serment devant les 192 membres de l'assemblée. Song Min-soon lui succède comme ministre sud-coréen des Affaires étrangères,.
Il se prononce pour une réforme des Nations unies et se dit entièrement responsable dans la future gestion du Secrétariat général.
Son mandat se terminant le 31 décembre 2011, il est reconduit pour cinq ans le 21 juin 2011 pour un second mandat à compter du 1er janvier 2012.
En septembre 2014, il est à l'initiative du sommet sur l'environnement qui se tient à New York.

#### Interventions en tant que secrétaire général de l'ONU
Lors de sa première journée officielle en tant que secrétaire général des Nations unies, Ban Ki-moon adopte une position très nuancée concernant l'exécution de Saddam Hussein. La peine de mort était jusqu'alors condamnée par l'ONU, condamnation rappelée par Ashraf Qazi, qui réaffirmait juste après la pendaison de Saddam Hussein, combien l'organisation est opposée « à la peine capitale, même dans les cas de crimes de guerre, contre l'humanité ou de génocide ». Ban Ki-moon indique que « la question de la peine capitale reste la décision de chacun des pays membres » et ne mentionne pas l'interdiction de la peine de mort par l'ONU. Sa porte-parole Michèle Montas est amenée à répondre que la position de l'ONU concernant la peine de mort n'est en rien changée. Il s'agirait d'une maladresse de prise de fonction, mais déjà des observateurs y voient le témoignage du fait que « Ban Ki-moon est l'homme des Américains ».
En janvier 2007, il exhorte le président américain George W. Bush à la fermeture du camp de Guantánamo.

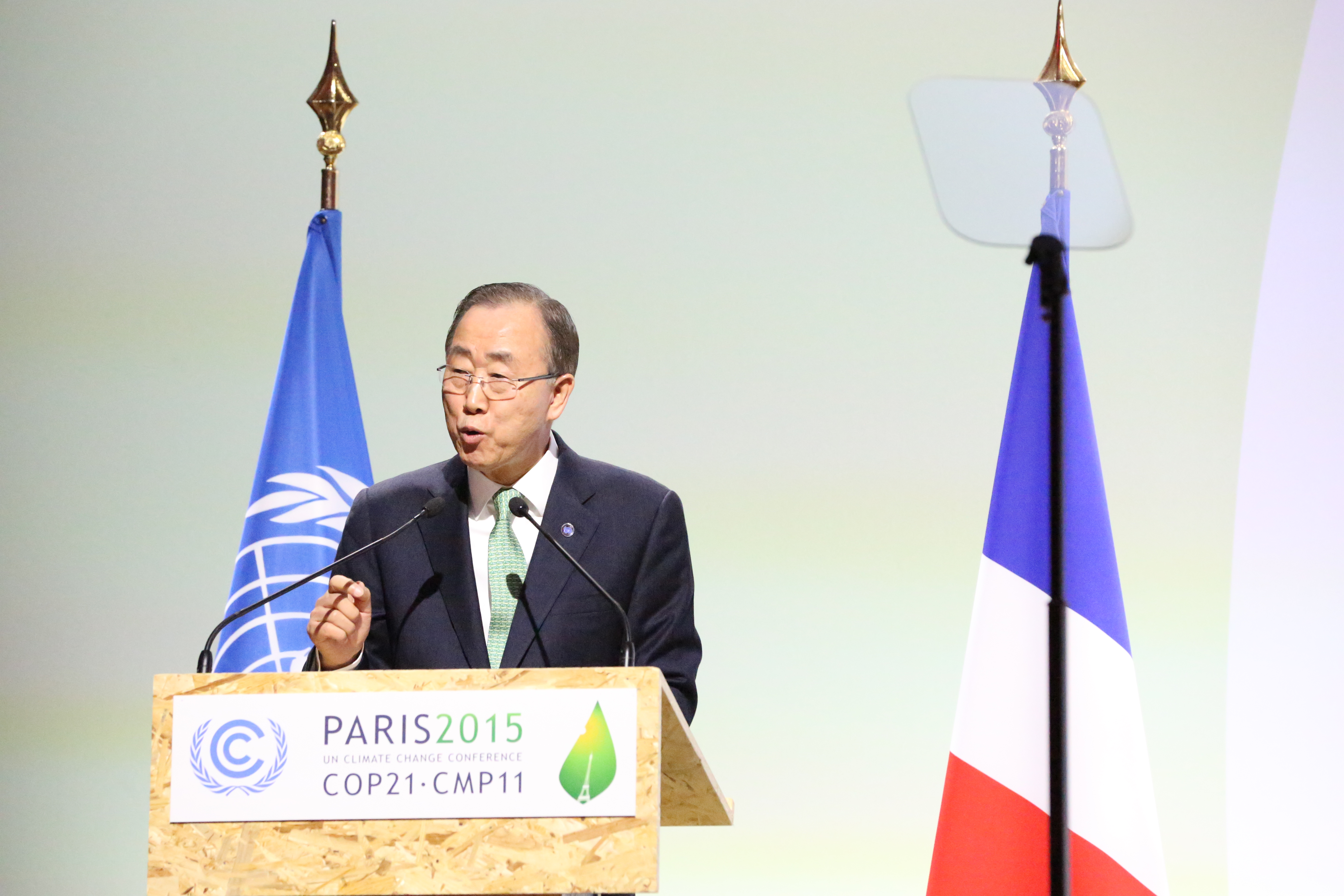
Ban Ki-moon à la conférence de Paris de 2015 sur les changements climatiques.

Lors d'un de ses premiers déplacements en Autriche, il rend une visite privée à son prédécesseur et ami Kurt Waldheim, au passé controversé d'ancien officier de la Wehrmacht.
En mars 2007, Ban juge « décevantes » les premières déclarations du nouveau gouvernement palestinien d'union, formé entre le Fatah et le Hamas, sur le « droit légitime » du peuple palestinien à la « résistance sous toutes ses formes ».
En 2009, d'après des câbles émanant du département d’État révélés par Wikileaks, les États-Unis ont collecté de nombreuses informations relatives à des diplomates de l'ONU, parmi lesquels Ban Ki-moon : emails, mots de passe Internet et intranet, numéros de cartes bancaires, numéros de cartes de fidélité de compagnies aériennes et plannings de travail empreintes digitales, des images du visage, de l'ADN et des scans des iris, etc..
Il effectue une tournée de six pays en neuf jours au Moyen-Orient, marquée par plusieurs dizaines de tête-à-tête avec chefs d'État et de gouvernement de la région.

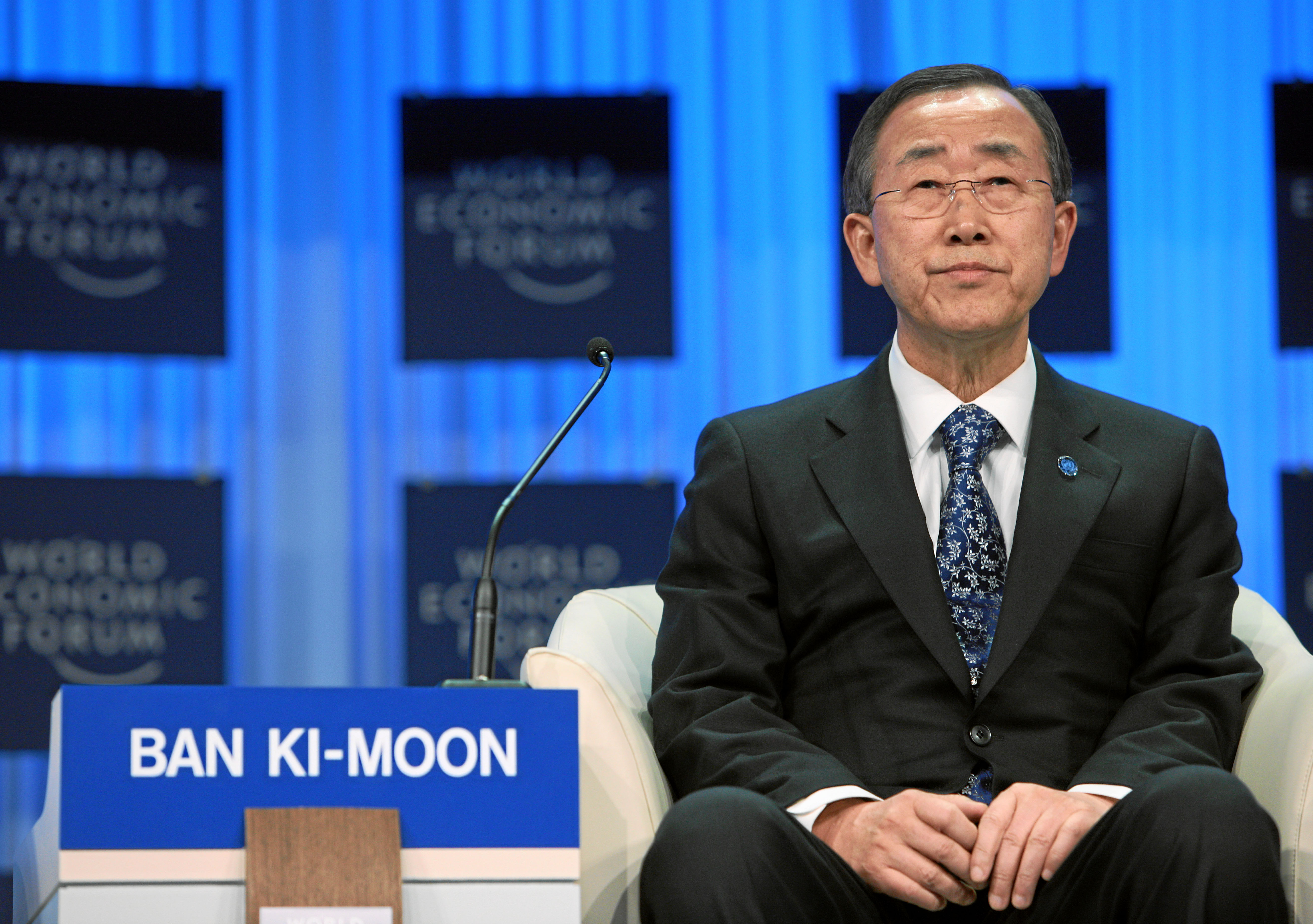
Ban Ki-Moon au Forum économique mondial (2011).

Selon la Fédération syndicale internationale, Ban Ki-moon annonce le 11 juillet 2013 le retrait de la reconnaissance officielle des organisations syndicales représentant les 65 000 membres de son personnel et le démantèlement de leur conseil d'administration. Les syndicats des employés de l’ONU mènent campagne pour que Ban Ki-moon revienne sur sa décision avant la fin de l’année et argumentent en avançant que les normes internationales du travail ne sont plus respectées au sein des propres organes et institutions de l'ONU.
Ban Ki-moon rend hommage à Nelson Mandela au nom des Nations unies lors d'une cérémonie le 10 décembre 2013.
Le 9 novembre 2016, le secrétaire général de l'ONU félicite Donald Trump pour sa victoire à l'élection présidentielle. Il encourage également les Américains à garder à l'esprit que « l'unité dans la diversité des États-Unis est l'une des grandes forces du pays » et évoque le combat contre le changement climatique dont Trump conteste l'existence-même dans son programme,.

### Retour en Corée du Sud
Revenant en Corée du Sud, il parcourt le pays au mois de janvier 2017 et est alors considéré comme un possible candidat du Parti Saenuri à l'élection présidentielle du mois de mai, à la suite de la destitution de la présidente Park Geun-hye, issue du même parti et dont il est très proche. Il y renonce toutefois le 2 février.

## Vie personnelle

### Relations avec les médias

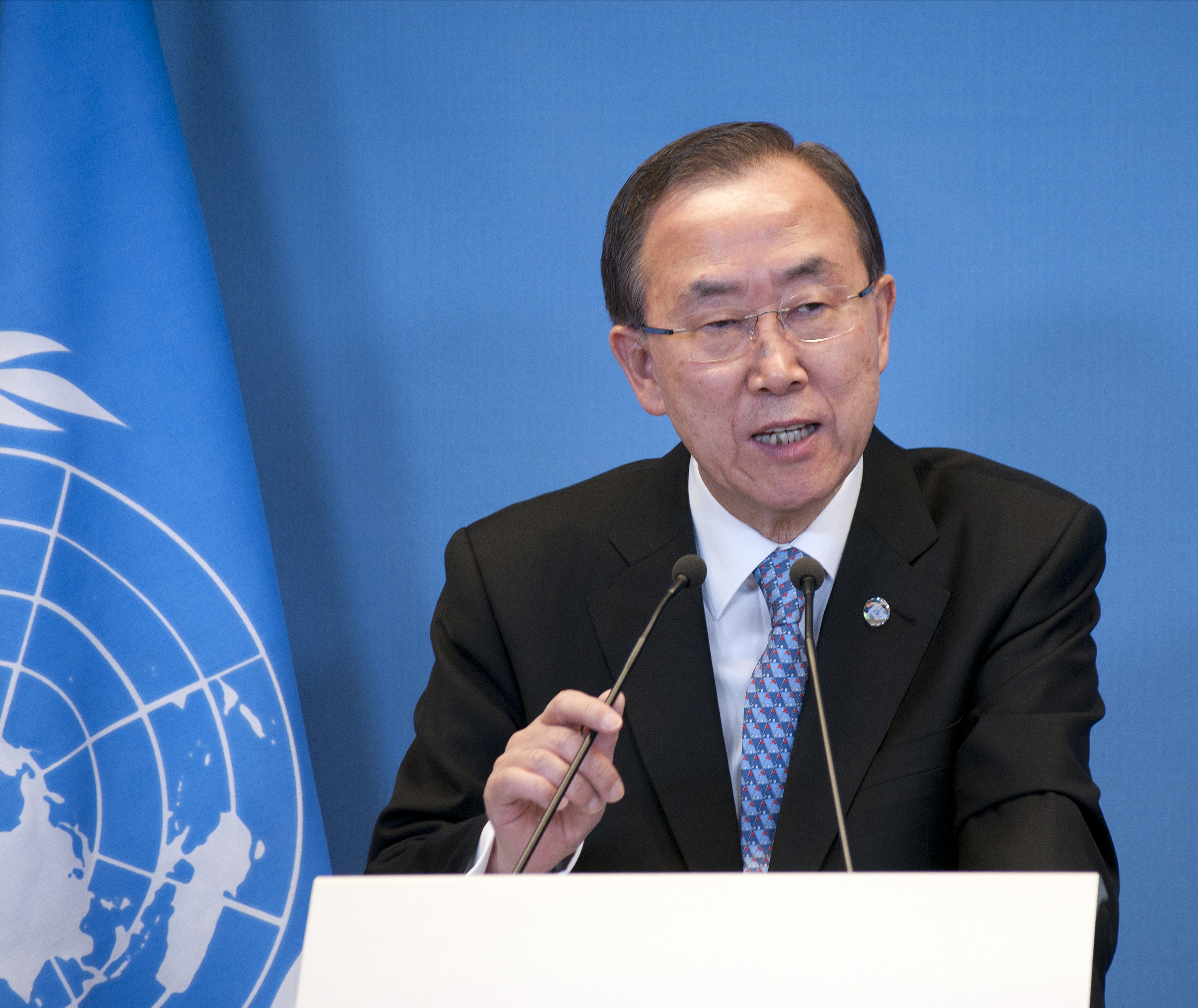
Ban Ki-moon au siège des Nations unies (8 avril 2013).

Comme il le reconnaît lui-même, il a été surnommé l'« anguille glissante » (ou l'« anguille insaisissable ») pour sa capacité à éluder les questions embarrassantes des journalistes sud-coréens.

### Accusations de corruption
Alors que Ban est évoqué comme candidat du Saenuri à l'élection présidentielle sud-coréenne de 2017, une possible affaire de corruption est soulevée dans le journal sud-coréen Sisa-in. Ministre des Affaires étrangères sous le gouvernement de Roh Moo-hyun, il aurait perçu en 2005 près de 200 000 euros de pots-de-vin du patron du groupe de chaussures Taekwang, lui-même déjà au centre d’un autre scandale de corruption. Il aurait à nouveau perçu des pots-de-vin en 2007 du même groupe Taekwang,.
En janvier 2015, la justice américaine réclame auprès de la Corée du Sud l'arrestation de l'un de ses frères pour des faits de corruption.

### Vie privée
Il est marié à Yoo Soon-taek et a deux filles et un fils.

## Honneurs

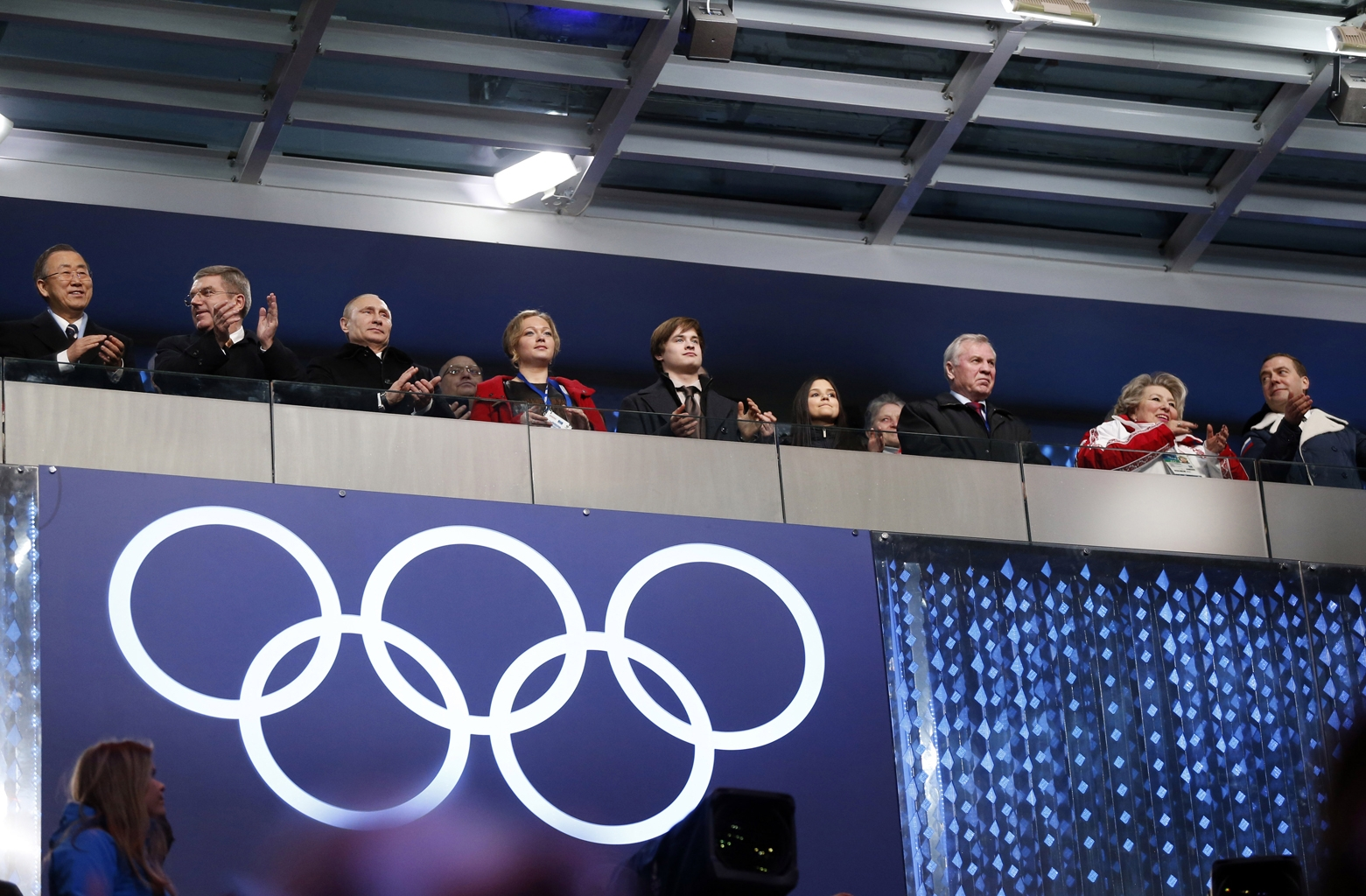
Ban Ki-moon à l'ouverture des Jeux olympiques d'hiver (Sotchi, 2014).

### Décorations

#### Décorations coréennes
- Première classe de l'ordre national du Mérite sud-coréen (en)[36]

#### Décorations étrangères
- Première classe de l'ordre du Mérite national, Algérie[37]
- Grand-croix l’ordre du Mérite de la République fédérale d'Allemagne
- Grand-croix de l'ordre du Libérateur Général San Martín, Argentine
- Grand officier d'argent de l'ordre du Mérite, Autriche[37]
- Grand-croix de l'ordre du Rio Branco, Brésil[37]
- Grand-croix de l'ordre national du Burkina Faso[37]
- Grand officier de l'ordre national de la République de Côte d'Ivoire[37]
- Collier de l'ordre du Mérite civil, Espagne
- Grand officier de l'ordre national de la Légion d'honneur, France[38]
- Première classe de l'ordre de l'Amitié de Kazakhstan[37]
- Grand-croix de l'ordre de Saint-Charles, Monaco[39]
- Grand-croix de l'ordre d'Orange-Nassau, Pays-Bas[40]
- Grand-croix de l'ordre du Soleil, Pérou[37]
- Grand-croix de l'ordre de Sikatuna, Philippine[41]
- Grand-croix de l'ordre de la Liberté, Portugal
- Médaille de l'ordre de l'Amitié, Russie[37]
- Grand-croix de l'ordre de José Matías Delgado (en), Salvador[37]
- Grand-croix de l'ordre de Sainte-Agathe (en), Saint-Marin
- Grand cordon de l'ordre national de Tajikistan[37]
- Médaille de la République orientale de l'Uruguay (en), Uruguay[42]

### Doctoratshonoris causa
- Docteur honoris causa de l'université nationale de Séoul[37]
- Docteur honoris causa de l'université Columbia[37]
- Docteur honoris causa de l'université de Georgetown[43]
- Docteur honoris causa de l'université de Denver[37]
- Docteur honoris causa de l'université Loyola Marymount[37]
- Docteur honoris causa de l'université Fairleigh-Dickinson[37]
- Docteur honoris causa de l'université Panthéon-Sorbonne[44]
- Docteur honoris causa de l'UCLouvain [37]
- Docteur honoris causa de l'université de Groningue[37]
- Docteur honoris causa de l'université de Malte[45]
- Docteur honoris causa de l'université Comenius de Bratislava [37]
- Docteur honoris causa de l'université de Nankin[37]
- Docteur honoris causa de l'université des Philippines Diliman[37]
- Docteur honoris causa de l'université de Maurice[37]
- Docteur honoris causa de l'université nationale principale de San Marcos[37]
- Docteur honoris causa de l'université nationale de Mongolie[37]
- Docteur honoris causa de l'université de Bordeaux[46]

## Publications
- (en) Resolved : Uniting Nations in a Divided World, New York, Columbia University Press, 2021.